# Européennes
"Européennes" (tradução portuguesa: "Europeias") foi a canção francesa no Festival Eurovisão da Canção 1986, interpretada em francês pela banda Cocktail Chic (formada por Catherine Bonnevay,Francine Chanterau,Martine Latorre e Dominique Poulain).
A canção tinha letra e música de Georges Costa e Michel Costa e foi orquestrada pelo maestro Jean-Claude Petit.
A canção francesa foi a terceira a ser interpretada na noite do festival, a seguir à canção jugoslava "Željo moja", interpretada por Doris Dragović e antes da canção norueguesa "Romeo", cantada por Ketil Stokkan Terminou num modesto 17.º lugar (entre 20 países participantes), recebendo apenas 13 pontos. 
A canção fala-nos da vida das raparigas europeias, com a banda cantando o seu desejo de viajar por  Amesterdão, Copenhaga, Capri, Saint-Tropez e outros locais, ao som de música pop.